# Іванівка (Гаврилівський старостинський округ, Барвінківська міська громада)
Іва́нівка —  село в Україні, у Барвінківській міській громаді Ізюмського району Харківської області. Населення становить 33 осіб. До 2020 орган місцевого самоврядування — Гаврилівська сільська рада.

## Географія
Село Іванівка знаходиться на схилі балки Сухий Торець, по якій протікає пересихаючий струмок - витік річки Сухий Торець. На струмку є загата.

## Історія
12 червня 2020 року, відповідно до Розпорядження Кабінету Міністрів України  № 725-р «Про визначення адміністративних центрів та затвердження територій територіальних громад Харківської області», увійшло до складу Барвінківської міської територіальної громади.
19 липня 2020 року, в результаті адміністративно-територіальної реформи та ліквідації Барвінківського району, село увійшло до складу Ізюмського району.

## Економіка
- В селі є молочно-товарна ферма.

## Культура
- Клуб

## Пам'ятки
- Ентомологічний заказник місцевого значення «Семенівський». Похиленні і долино-балкові урочища, рослинний покрив яких сприяє збереженню природних умов формування витоків річки Сухий Торець [3].